# سوزان ارتشر وايس
سوزان ارتشر وايس (بالإنجليزية: Susan Archer Weiss)‏ هي فنانة وكاتِبة وشاعرة أمريكية، ولدت في 14 فبراير 1822 في مقاطعة هانوفر في الولايات المتحدة، وتوفيت في 7 أبريل 1917 في ريتشموند في الولايات المتحدة.